# Alberto Eguizábal
Alberto Eguizábal Pascual (Arnedo, La Rioja) es un entrenador de fútbol español. Fue entrenador del CD Arnedo en la Segunda Federación en la temporada 2022-2023.

## Trayectoria
Comenzó su carrera como entrenador en las bases del CD Arnedo y en la temporada 2009-10 dirige al equipo juvenil de Liga Nacional Más tarde, formaría parte de las categorías inferiores de la Unión Deportiva Logroñés, Real Sociedad y CA Osasuna. Además, se marcharía al extranjero para dirigir en el fútbol formativo de varios clubes de México, Corea del Sur y China. 
En la temporada 2021-22, firma como director deportivo del CD Arnedo de la Tercera División de España. El 30 de julio de 2021, tras la renuncia de Julio Aranzubía al banquillo por motivos personales, se hace cargo del banquillo del CD Arnedo.
El 17 de abril de 2022, tras quedar campeón del grupo riojano de la Tercera División de España, logra el ascenso a la Segunda Federación
El 20 de mayo de 2022, renueva como entrenador del CD Arnedo para continuar dirigiendo en la Segunda Federación.

## Clubes

### Como entrenador
| Club      | País   | Año       |
| --------- | ------ | --------- |
| CD Arnedo | España | 2021-act. |